# U.S. Professional Indoor 1969
Lo U.S. Pro Indoor 1969 è stato un torneo di tennis giocato sintetico indoor. È stata la 2ª edizione dello U.S. Pro Indoor, che fa parte del World Championship Tennis 1969. Si è giocato al Wachovia Spectrum di Filadelfia in Pennsylvania negli Stati Uniti dal 5 al 9 febbraio 1969.

## Campioni

### Singolare maschile
Rod Laver ha battuto in finale  Tony Roche con il punteggio di 7–5, 6–4, 6–4

### Doppio maschile
Tom Okker /  Marty Riessen hanno battuto in finale  John Newcombe /  Tony Roche